# Петросян, Давит Геворкович
Давит Геворкович Петросян (арм. Դավիթ Գևորգի Պետրոսյան; род. 20 сентября 1984, Ереван, СССР) — армянский шахматист, гроссмейстер (2009). Ученик заслуженного тренера Армении Ашота Наданяна, обучался в Шахматной академии Армении. В 1994 году стал мастером, в 2004 — международным мастером, гроссмейстерские нормы выполнил на турнирах Alushta Open и Aeroflot Open. 
Серебряный призёр командного чемпионата Армении 2018 года в составе эчмиадзинского «Логикона», бронзовый призёр командных чемпионатов Армении в составе команд Ереванской шахматной школы (2005) и ФИМА (2006). Участвовал в личных чемпионатах Армении 2010 и 2011 года, занимая последние места, в 2009 году выиграл первую лигу. 

## Таблица результатов
| Год  | Город  | Турнир                                                      | + | − | = | Результат | Место |
| ---- | ------ | ----------------------------------------------------------- | - | - | - | --------- | ----- |
| 1999 | Ереван | 38-й чемпионат мира среди юниоров                           | 3 | 5 | 5 | 5½ из 13  | 53    |
| 2000 | Артек  | 8-я Всемирная детская шахматная Олимпиада, сборная Армении  | 3 | 3 | 0 | 3 из 6    | 4     |
| 2005 | Ереван | 1-й командный чемпионат Армении, Ереванская шахматная школа | 2 | 2 | 0 | 2 из 4    | 3     |
| 2006 | Ереван | 2-й командный чемпионат Армении, ФИМА                       | 4 | 1 | 0 | 4 из 5    | 3     |
| 2010 | Ереван | 70-й чемпионат Армении                                      | 0 | 4 | 5 | 2 из 9    | 10    |
|      | Риека  | 11-й чемпионат Европы                                       | 2 | 1 | 8 | 6 из 11   | 131   |
| 2011 | Ереван | 71-й чемпионат Армении                                      | 1 | 5 | 5 | 3½ из 11  | 11    |
| 2018 | Ереван | Командный чемпионат Армении, «Логикон»                      | 6 | 1 | 0 | 6 из 7    | 2     |

## Изменения рейтинга
| Графики недоступны из-за технических проблем. См. информацию на Фабрикаторе и на mediawiki.org. |